# Contratto spot
Nella finanza, un contratto spot, è un contratto di acquisto o vendita di una merce, di titoli o di valuta per la liquidazione (pagamento e consegna) alla data di spot, che è normalmente due giorni lavorativi dopo la data di negoziazione (trade date). 
Il prezzo di liquidazione (o tasso) è chiamato prezzo spot (o tasso spot). 
Un contratto spot può essere accoppiato ad un contratto forward o futures  in cui le clausole contrattuali sono concordate ora ma la consegna e il pagamento avverrà in una data futura.
| Controllo di autorità | GND (DE) 4222127-4 |